# Суп з манними галушками

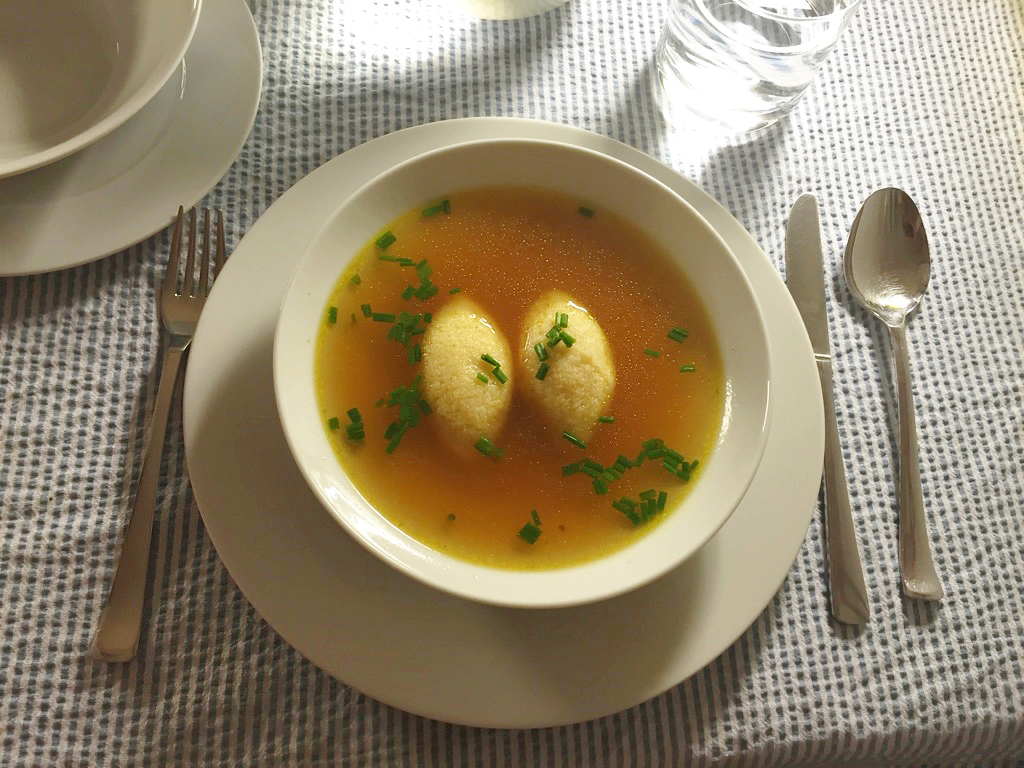
Класичний віденський суп з манними галушками

Суп з манними галушками (нім. Grießnockerlsuppe, Grießklößchensuppe) — класична страва віденської кухні, типова страва баварської кухні, також поширена на півдні Німеччини в цілому. Прозорий суп, приготований на яловичому бульйоні з манними галушками та цибулею-трибулькою. У Баварії суп готують також на курячому бульйоні. Особливо смачними вважають галушки, приготовані зі спельтової манної крупи. В Австрії суп має незмінну популярність разом із двома іншими: супом із млинцевою стружкою та супом із локшиною. Суп з манними галушками вважають лікувальним при застуді.

## Приготування
Для приготування галушок збите вершкове масло змішують з яйцем і манною крупою і приправляють сіллю та мускатним горіхом. З тіста формують овальні галушки і відварюють їх у підсоленій воді. Суп подають, заливаючи порцію готових галушок яловичим бульйоном, і прикрашають цибулею. Яловичий бульйон варять іноді з нарізаною тонкими скибочками морквою і приправляють лимонною цедрою, лавровим листом, імбиром, чорним перцем або капсикумом.
У 1902 році директор першої у Відні приватної кулінарної школи Й. М. Хайц з нагоди заснування Віденського сецесіону вигадав «сецесійні нокерлі» та різнокольоровий суп з ними: одну третину тіста для галушок пропонували пофарбувати в зелений колір, підмішавши припущений шпинат, другу — у червоний — з томатною пастою.